# Heki
Heki is een plaats in de gemeente Pazin in de Kroatische provincie Istrië. De plaats telt 465 inwoners (2001).